# Phthirpediculus avahidis
Phthirpediculus avahidis är en insektsart som beskrevs av Renaud Maurice Adrien Paulian 1960. Phthirpediculus avahidis ingår i släktet Phthirpediculus och familjen ledlöss. Inga underarter finns listade i Catalogue of Life.